# Kępa (Czarnków-Trzcianka)
Pour les articles homonymes, voir Kępa.
Kępa (prononciation : [ˈkɛmpa], en allemand : Kappe) est un village polonais de la gmina de Trzcianka dans le powiat de Czarnków-Trzcianka de la voïvodie de Grande-Pologne dans le centre-ouest de la Pologne.
Il se situe à environ 9 kilomètres au nord-est de Trzcianka (siège de la gmina), à 25 kilomètres au nord de Czarnków (siège du powiat), et à 84 kilomètres au nord de Poznań (capitale de la Grande-Pologne).

## Histoire
De 1815 à 1945, Kappe fait partie de l'arrondissement de Deutsch Krone dans le district de Marienwerder, au sein de la province de Prusse-Occidentale.
De 1975 à 1998, le village faisait partie du territoire de la voïvodie de Piła.

Depuis 1999, Kępa est situé dans la voïvodie de Grande-Pologne.